# 다카쿠라 천황
다카쿠라 천황(일본어: 高倉天皇, 1161년 9월 20일~ 1181년 1월 30일)은 일본의 80대 천황( 재위: 1168년 ~ 1180년)이었다.
그가 국화 왕좌에 오르기전의 그의 개인 이름은 노리히토 친왕(일본어: 憲仁親王) 또는 노부히토 친왕이었다.
다카쿠라 천황은 고시라카와 천황의 4남으로 그의 전임자 로쿠조 천황의 숙부였다.
그의 어머니는 뇨고에서 황태후로 승격된 다이라노 시게코이다. 그녀는 다이라노 도키코의 동생이었는데, 그녀의 언니는 다이라노 기요모리의 아내였다. 그의 황후는 다이라노 도쿠코로, 후에 겐레이 황후가 되었다. 그녀는 다이라노 기요모리의 딸이었다.
비록 다카쿠라는 공식적으로 즉위하였지만 그의 주변의 실제는 황제의 부황과 장인에 의해 조정되었다.

## 가계도
- 중궁(中宮) : 겐레이몬인(建礼門院) 다이라노 도쿠코(平 徳子) (1155~1214) - 다이라노 기요모리(平 清盛)의 딸
  - 제1황자 : 도키히토 친왕(言仁親王) - (안토쿠 천황)
- 텐지(典侍) : 시치죠인(七条院) 후지와라노 다네코(藤原 殖子) (1157~1228) - 후지와라노 노부타카(藤原 信隆)의 딸
  - 제2황자 : 모리사다 친왕(守貞 親王) (1179~1223)
    - 황손 : 도요히토 친왕(茂仁 親王) - (고호리카와 천황)

  - 제4황자 : 다카히로 친왕(尊成 親王) - (고토바 천황)
- 준삼후(准三后) : 고노에 도코(近衛 通子)(1163~?) - 고노에 모토자네(近衛 基実)의 딸
- 텐지(典侍) : 호리카와 도요코(堀河 豊子) - 고노에 요리다카(堀河 頼定)의 딸
  - 제3황녀 : 기요코 내친왕(潔子 内親王) (1179~?)
- 쇼지(掌侍) : 다이라노 에리코(平 範子) - 다이라노 요시스케(平義輔)의 딸
  - 제3황자 : 고레아키 친왕(惟明 親王) (1179~1221)
- 궁인(宮人) : 후지와라노 긴코(藤原公子) (?~1179) - 후지와라노 긴카사(藤原公重)의 딸
  - 제1황녀 : 이사코 내친왕(功子 内親王) (1176~?)
- 궁인(宮人) : 고고노 쓰보네(小督局) (1157~?) - 후지와라노 시게노리(藤原 成範)의 아들
  - 제2황녀 : 한시 내친왕(範子 内親王) (1177~1210)

## 같이 보기
- 일본 천황